# La Sotonera
|  | Per a altres significats, vegeu «Embassament de la Sotonera». |

La Sotonera és un municipi de la comarca Foia d'Osca (província d'Osca). Rep el nom del riu Sotón, que el travessa. Amb una superfície de 165,5 km², el 2008 tenia 1.058 habitants.

## Entitats de població
Es va crear als anys 1970 amb la integració de:
- Bolea (nucli principal).[3]
- Puibolea. Llogaret situat a 700 metres sobre el nivell del mar. L'any 1991 tenia 38 habitants. S'ha localitzat un jaciment romà a la partida d'El Castillón.[4]
- Aniés. Està situat a 761 metres sobre el nivell de la mar. L'any 1991 el llogaret tenia 176 habitants. Celebra les seves festes el 8 de setembre.[5]
- Esquedas. Tenia 81 habitants l'any 1991. Està situat a 509 metres d'altitud. Tres esglésies romàniques i el castell-palau d'Anzano formen part del seu patrimoni.[6]
- Lierta. Està situat al peu del pic de Gratal,[7] a 670 metres sobre el nivell del mar. L'any 1991 el llogaret tenia 49 habitants.[8]
- Plasencia del Monte. Tenia 164 habitants l'any 1991. Està situat a 539 metres d'altitud. A la zona de La Mesquita s'han localitzat restes de mosaics, ceràmiques i elements constructius romans agrícoles. També s'han localitzat enterraments medievals tallats a la roca.[9]
- Quinzano. Està situat a 566 metres d'altitud, prop del riu Riel. Tenia 99 habitants l'any 1991. Celebra les seves festes l'onze de novembre.[10]